# Euphorbia uniglans
Euphorbia uniglans là một loài thực vật thuộc họ Euphorbiaceae. Đây là loài đặc hữu của Ethiopia.